# Warnes
Warnes é uma cidade da Bolívia,capital da província de Ignacio Warnes, departamento de Santa Cruz. Está situada 30 km ao norte de Santa Cruz de la Sierra e 900 km de La Paz.
Foi designada Warnes em 1891, em homenagem ao coronel argentino Ignacio Warnes, chefe militar e herói da independência. 